# 川内市民歌
「川内市民歌」（せんだいしみんか）は、かつて日本の鹿児島県川内市が制定していた市民歌である。作詞・芳賀武（難波春水）、作曲・山田耕筰。

## 解説
太平洋戦争終結から2年後の1947年（昭和22年）に日高又志市長の提唱で開催されることになった「復興音楽祭」に合わせて市民歌・市民音頭・新民謡の3部門で歌詞の懸賞募集が行われ、9月の音楽祭で発表演奏が行われた。入選者の芳賀武（本名・難波春水）は川辺郡知覧町（現在の南九州市）在住で戦中に鹿児島日報（南日本新聞の前身紙）が歌詞を懸賞募集した「あゝ軍神横山少佐」の歌において入選歴があり、川内市の市民歌入選に前後して大阪府の「高槻市歌」や広島県の「三原市々歌」でも応募作が入選採用されたが、発表演奏の翌月に死去している。作曲は翌1948年（昭和23年）に「鹿児島県民の歌」を手掛けた山田耕筰へ依頼された。
歌詞全文と楽譜は『川内市勢要覧』昭和25年版の巻頭に収められているが、制定から30年余り経過した1980年（昭和55年）頃には演奏の機会が減少していたことから同年の市制40周年を記念して藤山一郎の歌唱を吹き込んだシングル盤（規格品番：PES-7984-CP）が日本コロムビアへの委託により製造された。歌詞と旋律のいずれも著作権の保護期間を満了し、パブリックドメインとなっている。
市民歌と同時に選定された市民音頭「川内音頭」（作詞：川畑白水）と新民謡「川内小唄」（作詞：羽島三千夫）はいずれも杉山長谷夫の作曲であるが、レコードには収録されていない。

### 廃止
川内市は平成の大合併において薩摩郡の4町4村と新設合併し、2004年（平成16年）10月11日付で薩摩川内市が発足した。川薩地区法定合併協議会に参加した8町村では鹿島村が村民音頭のみの制定であった他は以下のように町村民歌を制定していたが、7曲いずれも「市歌、市民憲章については、新市に移行後、速やかに制定する」との方針に基づき「川内市民歌」と合わせて失効・廃止の扱いとなった。
- 樋脇町‥樋脇町民歌 - 1964年（昭和39年）制定
- 入来町‥入来町民歌 - 1978年（昭和53年）10月1日制定
- 東郷町‥東郷町民歌 - 1982年（昭和57年）12月2日制定
- 祁答院町‥祁答院町民歌 - 1968年（昭和43年）制定
- 里村‥里村民歌 - 1991年（平成3年）制定
- 上甑村‥上甑村民歌 - 1980年（昭和55年）3月1日制定
- 下甑村‥下甑村民歌 - 1986年（昭和61年）1月1日制定

薩摩川内市では合併協定書の取り決めに基づき、5年後の2009年（平成21年）6月10日に新市民歌「輝け 未来へ」（作詞：星合節子、作曲：吉俣良）が制定された。